# 隆中策
隆中策（りゅうちゅうさく）とは、後漢末期に隆中の地にて、三顧の礼で諸葛亮を訪問した劉備に対して諸葛亮が説いた戦略。隆中対（りゅうちゅうたい）とも呼ばれる。日本では天下三分の計（てんかさんぶんのけい）として知られる。
諸葛亮は劉備に堅実な策略を説き（諸葛亮は史実では兵法の基本に忠実であり、堅実な戦を得意としていた）「既に強大な勢力を築いている勢力に対抗するためには統一を捨て、新たな領地を入手する事によって新たに天下を三分割し、守りの堅い新勢力として既存勢力に立ち向かい、隙や好機があれば神速を以て奇襲する」という堅守的策略であり、ブルー・オーシャン戦略、ランチェスターの法則、孫子等とも共通点が見られる。

## 背景
当時、曹操は汝南袁氏を倒して中原地方をその支配下に治めており、中国全土の統一までは揚州の孫権、荊州の劉表、益州の劉璋、漢中の張魯、涼州の馬超・韓遂などを残すのみとなっていた。
その頃、流浪の身であった劉備は劉表のもとに身を寄せていた。劉表が支配する荊州は、揚州と益州の中間に位置しており、軍事的に極めて重要な地域となっていた。

## 内容
このような情勢を踏まえ、諸葛亮は劉備に対し、曹操への対抗策とし策略を説いた。その内容は「曹操の能力、権勢は大きくこれに争うことはまったく不可能」であるとして、荊州の交通の便、益州の豊かさを具体的に語り、「今の荊州の主では国を守ることができず、天が劉備にこれを与えているも同然で、益州の統治者である劉璋は暗愚で弱く、益州の北には張魯という脅威が存在しており、士人たちは明主を求めているから、この二州を領し、南方の夷越族を慰撫し孫権や西方の諸戎らと結んで守りを固め、曹操に対抗し、天下に変事があった際、部下に荊州の軍勢を率いて宛・洛陽に向かわせ、劉備自身は益州の軍勢を率いて秦川に出撃することにより曹操を打倒すれば、漢王朝を再興できる」というものである。劉備は諸葛亮の遠大な見識を認め、彼を軍師として起用した。

## 結果
赤壁の戦いの後に劉備は荊州の領有に成功し、さらに214年に劉璋に不満をもった法正らの内応によって益州の領有にも成功する（劉備の入蜀）。ここに至り隆中策は実現するかに思われたが、219年に関羽が呂蒙に敗れて荊州を失陥（樊城の戦い）、荊州奪還のために侵攻した劉備も陸遜に大敗した（夷陵の戦い）。こうして領土・兵力・人民・物資を失ったことで、隆中策は頓挫した。

## 補足
「三勢力が鼎立し均衡を保つ」という戦略は後漢末期より昔に登場している。楚漢戦争の時代には、蒯通が韓信に楚、漢、斉による天下三分の計を提案しているが、最終的に採用はされなかった。これに対して諸葛亮の策は、「均衡を保つ」「天下を三分する」ことが目的ではなく、あくまでも最終目的は「中国全土の統一」であり、荊益を領することは統一のための手段にすぎない。人口から見ても、魏呉蜀は５対３対１程度の差があって、長期的な鼎立は不可能で蜀の漸減は明らかであった。また呉でも戦略として、周瑜や甘寧が荊州に進出した後、益州を攻める策を説いており、魯粛も、長江沿岸を奪って帝位につくことを立案している。
現代でも、国家や企業レベルにおいて三勢力が拮抗し均衡を保つ手法を、隆中策の故事に倣い「天下三分の計」と表現することがある。